# Silene bungeana
Silene bungeana är en nejlikväxtart som först beskrevs av David Don, och fick sitt nu gällande namn av Hiroyoshi Ohashi och H. Nakai. Silene bungeana ingår i släktet glimmar, och familjen nejlikväxter. Inga underarter finns listade i Catalogue of Life.